# Little Elm
Little Elm es una ciudad ubicada en el condado de Denton en el estado estadounidense de Texas. Forma parte del Dallas-Fort Worth metroplex. En el Censo de 2010 tenía una población de 25.898 habitantes y una densidad poblacional de 536,36 personas por km².

## Geografía
Little Elm se encuentra ubicada en las coordenadas 33°10′36″N 96°55′45″O / 33.17667, -96.92917. Según la Oficina del Censo de los Estados Unidos, Little Elm tiene una superficie total de 48.29 km², de la cual 37.74 km² corresponden a tierra firme y (21.83%) 10.54 km² es agua.

## Demografía
Según el censo de 2010, había 25.898 personas residiendo en Little Elm. La densidad de población era de 536,36 hab./km². De los 25.898 habitantes, Little Elm estaba compuesto por el 69.31% blancos, el 14.28% eran afroamericanos, el 0.79% eran amerindios, el 3.49% eran asiáticos, el 0.05% eran isleños del Pacífico, el 8.59% eran de otras razas y el 3.49% pertenecían a dos o más razas. Del total de la población el 24.05% eran hispanos o latinos de cualquier raza.

## Educación
El Distrito Escolar Independiente de Little Elm gestiona escuelas públicas que sirven la mayoría de la ciudad.
El Distrito Escolar Independiente de Frisco sirve una parte de la Ciudad de Little Elm.